# Église paroissiale (Église d'Angleterre)

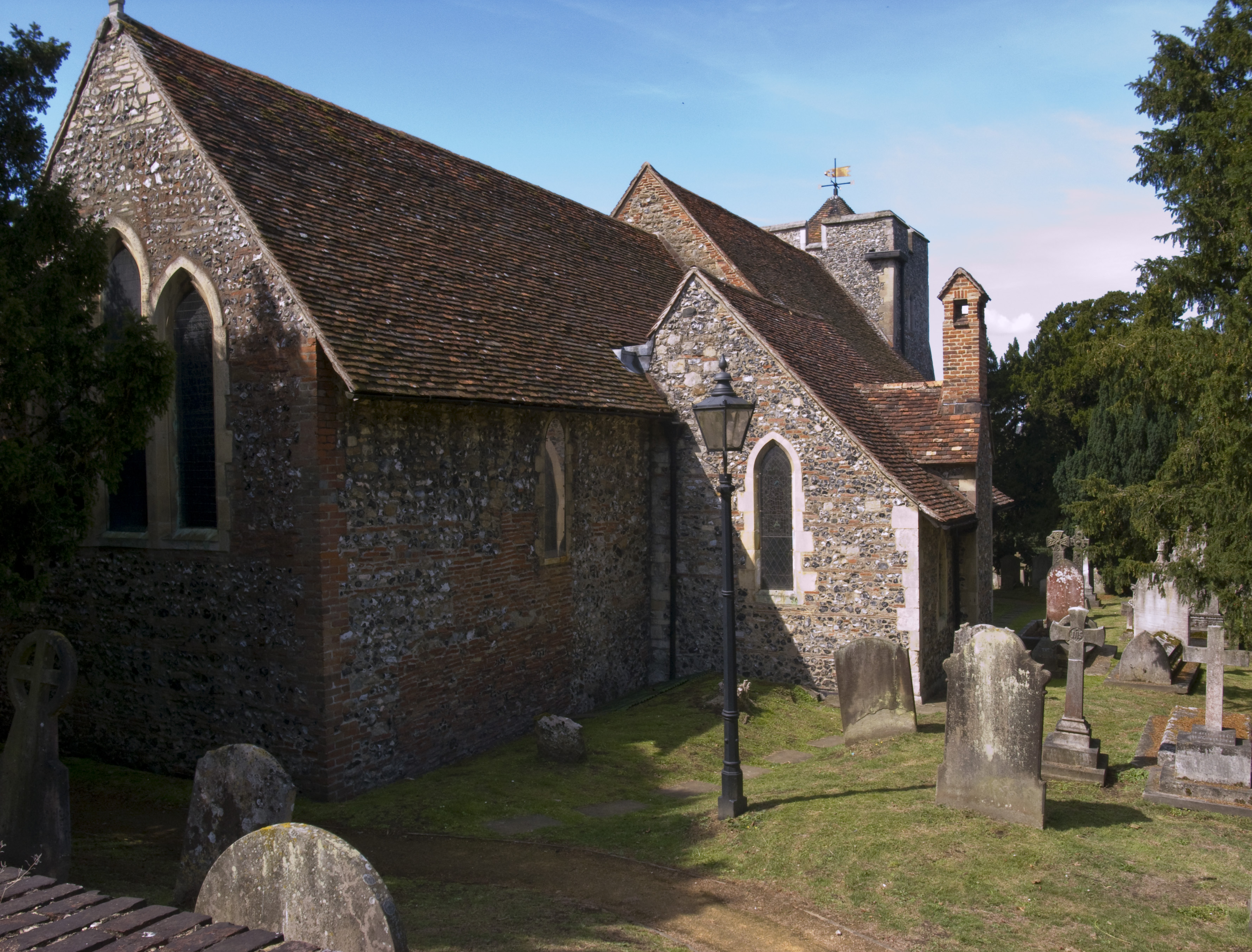
Église paroissiale St Martin, Canterbury.

Une église paroissiale (en anglais parish church) de l'Église d'Angleterre est un lieu de culte chrétien propre à l'Angleterre.
L'église paroissiale constitue le cœur de la paroisse, c'est-à-dire le premier niveau hiérarchique de l’Église d'Angleterre. Depuis le XIXe siècle, le terme de « paroisse ecclésiastique » est également employé pour éviter toute confusion avec la paroisse civile.
Bien que des églises paroissiales du culte catholique romain existent également en Angleterre, la référence à une « église paroissiale » sans autre précision renvoie généralement à une église affectée au culte anglican.
La plupart des paroisses disposent d'une église paroissiale, qui est souvent un monument ancien, quelquefois un ancien lieu du culte catholique romain du Moyen Âge qui fut converti à l'anglicanisme à la suite de la réforme protestante au XVIe siècle. Il arrive toutefois, en l'absence d'une église existante, que l'évêque du diocèse désigne un bâtiment non consacré pour le dédier au culte ; on emploie alors le terme de centre de culte paroissial (parish centre of worship).